# Pale
Pale — дебютний повноформатний студійний альбом групи Diorama, випущений в 1999 році лейблом Accession Records. У записі альбому брали участь Адріан Хейтс з Diary of Dreams і Alistar Kane.

## Список пісень
1. Between the Shadow and Me — 4:01
2. Contadictive — 4:54
3. I Wait For You — 6:12
4. Leaving Hollywood — 4:16
5. Said But True — 4:54
6. Kain’s Advice — 5:21
7. Belle — 6:22
8. Masquerades and Faces — 7:02
9. Another Queen — 5:59
10. Bring Me Flowers — 5:59
11. Pale — 5:59